# Euploea atossa
Euploea atossa är en fjärilsart som beskrevs av Arnold Pagenstecher 1896. Euploea atossa ingår i släktet Euploea och familjen praktfjärilar. Inga underarter finns listade i Catalogue of Life.